# 2019冠狀病毒病日本反應與影響
2019冠狀病毒病日本反應與影響介紹在2019新型冠狀病毒疫情中，在日本的相關反應與影響。事件在2019年年底於中华人民共和国湖北省武漢市被发现，影響主要發生在2020年。

## 政府

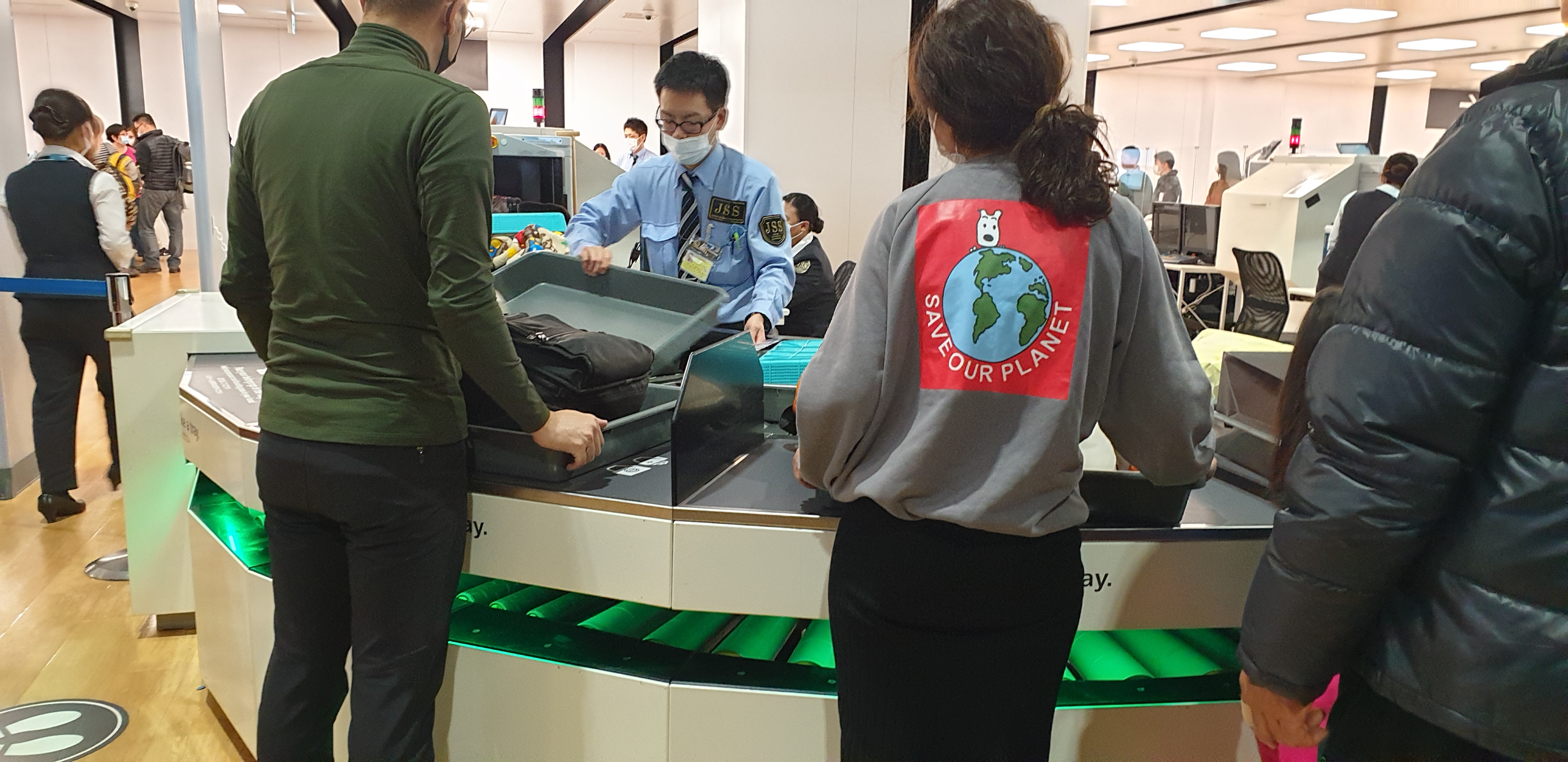
機場的安檢人員檢查旅客的行李

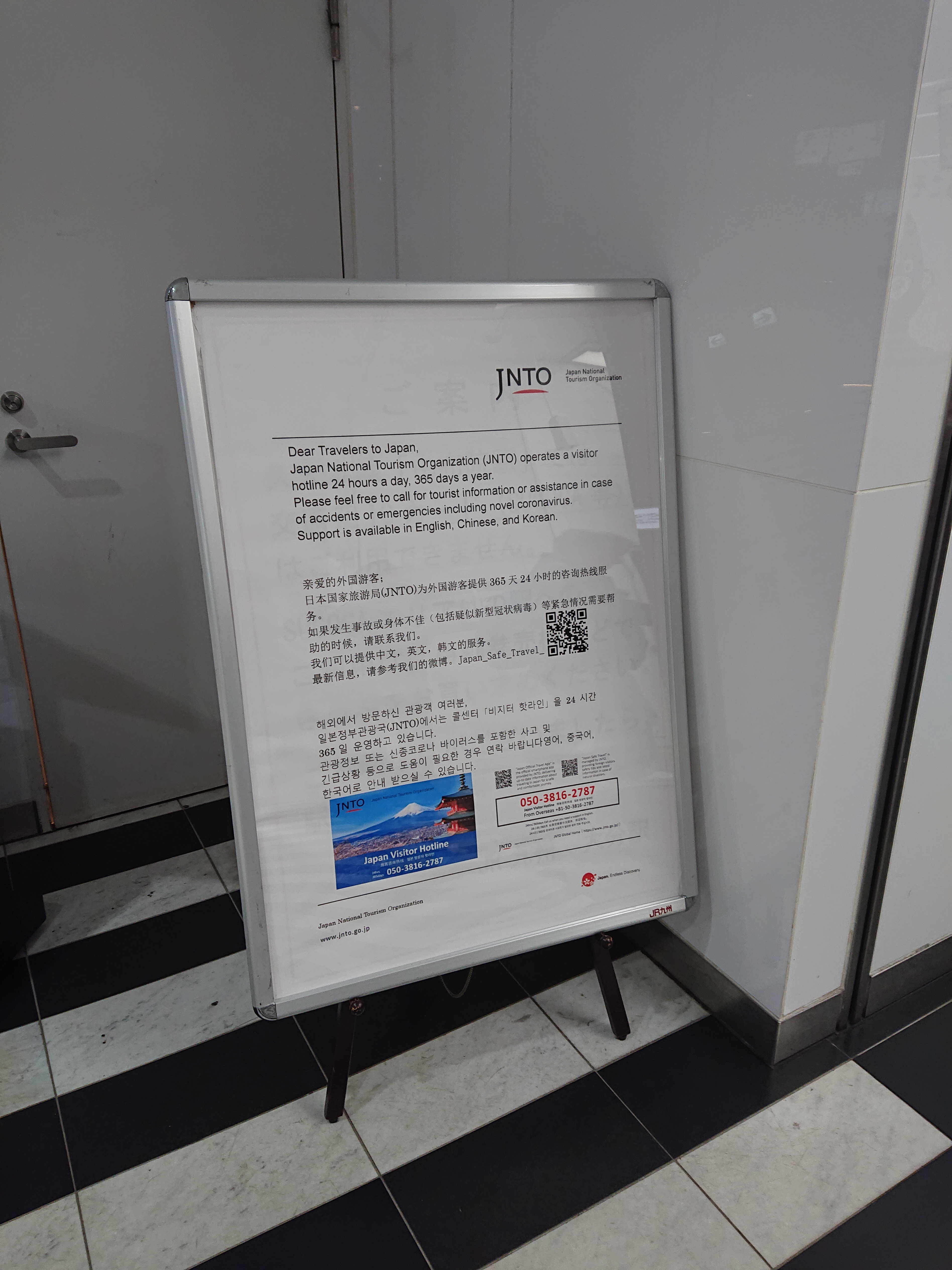
觀光廳透過國際觀光振興機構，以英語、簡體中文及韓語向訪日觀光客提示新型冠状病毒相关諮詢熱線（於JR大分站）

2020年1月20日，大分县大分市表示，出于对肺炎疫情的担忧，将延遲与武汉市结为友好城市40周年的交流纪念活动。
1月21日，日本召开阁僚会议商讨新型冠状病毒肺炎对策。厚生勞動省计划在所有机场及港口对旅客进行体温检测，并要求上海和武汉抵日旅客填写个人健康状况卡；国土交通省将要求航空公司和旅行社提供相关地区旅客的健康信息；观光厅将发出对于旅行团成员回日接受检查的呼吁；外务省将对日在海外人员定期发布全球疫情信息。
1月28日，日本政府將新型冠狀病毒肺炎定為“指定感染症”，2月7日生效，生效後患者可被強制入院。1月31日，因應世界衛生組織宣告肺炎疫情是國際關注的公共衛生緊急事件，將生效日期提前至2月1日。
1月28日，厚生勞動省設置電話諮詢熱線。2月1日，要求各都道府縣在2月上旬設置歸國者、接觸者諮詢中心，接受民眾諮詢及引導患者就診。2月7日，厚生勞動省的熱線改為免費電話（0120－565653，全日9-21時）。
而日本驻华大使馆官网刊载的內閣總理大臣安倍晋三新春贺词，因贺词中提及的邀请中国人在春节假期期间和东京奥运会期间“期待大量中国游客到访日本”，由于疫情持续出现质疑声音，其后外务省致歉称“不合时宜”，于1月30日将其删除。
2月5日，因應在橫濱港停靠的鑽石公主號郵輪，曾接載過1名確診香港人，且船員、乘客3700人中初步檢測有10名確診，日本政府要求所有人在船上隔離14天。翌日，防衛省決定主動以救災名義派遣自衛隊（自主派遣），向船上人員提供生活及醫療支援。
2月12日，安倍晉三在總理大臣官邸召開第7回新型冠狀病毒感染症對策本部會議，表示經與民間機構合作，檢測能力將在2月18日前由每日300個提升至1000個。相關對象亦有放寬，各地方自治體可自行判斷，決定檢測有一定症狀者。
2月13日，厚生勞動大臣加藤勝信宣布翌日實施新政令，無症狀感染者亦可如普通患者一樣被強制入院，醫療費由公費負擔。
除此之外，各地政府亦有向中國大陸捐贈口罩等醫療物資，包括名古屋市向因市長河村隆之否認南京大屠殺事件而交流中斷8年的「友好城市」南京市捐贈10萬個口罩。
2月15日，厚生勞動大臣加藤勝信在記者會上承認陸續出現感染路徑不明確的確診個案，認為狀況已發生變化，有分析指此番說話等於事實上承認新型冠狀病毒已開始在日本流行。翌日，政府召開專家會議，國立感染症研究所所長脇田隆字稱仍處於國內發生的早期階段，未至流行，惟疫情可能會繼續擴大。
2月17日，厚生勞動省擴大病毒檢測對象，並對公眾公布求診參考標準，明確37.5度發熱持續4日以上等情況下應考慮諮詢及求診。同日，宮內廳宣布取消天皇誕生日的一般參賀活動，上次取消是1996年，因日本駐秘魯大使館人質危機取消。
2月24日，政府專家會議發表意見，指無法完全防止傳染，但可控制傳播速度，往後1-2星期是抗疫關鍵期，決定疫情會否大爆發，需致力減慢速度及減少重症或死亡人數。
2月25日，政府公布對策基本方針，指國內多地出現散發的感染路徑不明個案，一些地方掌握到有小規模集團感染，列出防止感染擴大及感染擴大後的應對措施。政府並宣布在厚生勞動省設置由學者組成的集團感染對策班，並向懷疑發生集團感染的北海道派遣專家協助應對，而確診個案位於全國前列的北海道亦已成立跨部局的對策團隊應對疫情。由於其他地方亦陸續出現多人感染情形，厚生勞動省此後向大阪府、高知縣等地亦派出專家協助應對。
2月26日，因應北海道教育委員會向各市町村的教育委員會發出中小學校臨時停課請求，北海道所有公立中小學校於27日或28日開始停課。在千葉縣市川市，由於有3宗確診個案曾去同一間體育俱樂部健身，而這一俱樂部的客戶600多人中有不少教師，市川市決定所有60多間中小學校及幼稚園28日起臨時停課2星期。
2月27日，安倍晋三宣布，因防疫需求，将請求全国所有中小学从3月2日起停课，直至春假结束。厚生勞動省指考慮到有家庭夫妻均要工作，措施對象不含保育所。
2月28日，北海道知事鈴木直道發出為期3星期的緊急事態宣言（等同於他國的紧急状态，但強制力相對較低），指疫情日益嚴峻，呼籲道民避免外出。翌日，安倍晉三在記者會上形容請求全國停課是一個「肝腸寸斷」的決定，指政府會幫助疫情中受影響者，並研究疫情應對方法，又稱僅以政府之力是無法取勝，呼籲全民協力共抗疫情。
3月1日，厚生勞動省決定，若一個地方疫情大規模爆發，令重症者難以入院治療，則允許所在都道府縣決定讓輕症者在家療養及優先讓重症者進行病毒檢測。同日，多間傳媒引述政府消息人士指，受兩國疫情影響，中華人民共和國領導人習近平原定4月以「國賓」身份訪問日本的安排預計將延期至秋季。
3月2日，政府專家會議分析指北海道感染擴大，可能是因為當地中國遊客較多，由他們帶入病毒後，再由道內受感染的輕症年輕人將病毒傳播至道內各地；認為若2星期內盡可能減少社交接觸，感染將不會繼續擴大，否則可能會迅速蔓延至整個北海道，呼籲年輕人及道民避開人多或通風差的場所，防止感染擴大。專家會議成員、北海道大学教授西浦博推測截至2月25日，北海道可能已經有940人感染。
3月3日，政府表示全國口罩產量將在月內增至月產6億個，並決定從年度預算的預備費中支出22.85億日元，引用1973年第一次石油危機時制定的《國民生活安定緊急措置法》，命令口罩業者賣口罩給政府，採購約320萬個口罩後再發放給北海道約8萬戶家庭，是同法制定以來首次發出此類命令。
3月4日，宣布6日起病毒檢測加入公費保險範圍，醫生可自行判斷患者是否接受病毒檢測，無需取得保健所同意，患者亦無需支付任何檢測費用，惟患者仍需事先電話聯絡歸國者、接觸者相談中心以前往指定醫院。
3月5日下午，內閣官房長官菅義偉在記者會上宣布中國最高領導人習近平原定4月以「國賓」身份訪日的安排延期。同日，政府決定除增產口罩外，還將用《國民生活安定緊急措置法》首次禁止網絡轉賣口罩。
3月6日，決定取消2020年皇居春季一般公開及原定3月11日舉行的東日本大震災犧牲者追悼式，內閣總理大臣安倍晉三並就後者向遇難者家屬等相關人士致歉。東京都亦決定取消原定3月10日舉行的東京大空襲犧牲者追悼式，是1991年每年舉行以來首次中止。
3月16日，厚生勞動省向各都道府縣發布通知，要求地方靈活應對不符合厚生勞動省就診標準的新型冠狀病毒肺炎求診個案。
4月1日，安倍晉三宣佈将向所有日本家庭发放可以重复利用的布口罩，每戶發放2个。
4月7日，安倍晉三針對东京、大阪、埼玉、千叶、神奈川、兵库、福冈等7個都府縣，援引新修正的《新型流行性感冒等對策特別措置法》發布為期一個月的緊急事態宣言，時間橫跨黃金週，為該法修正後首次引用。同日，内阁府通过了108兆日圓的紧急经济对策，规模相当于日本国内生产总值的20%。这一规模超过了2008年金融危机期间日本政府的经济刺激计划。
4月10日，愛知縣知事大村秀章自行宣佈愛知縣進入緊急事態宣言狀態。
4月16日，內閣總理大臣安倍晋三宣布将紧急事态宣言对象從7都府縣扩大至日本全国，其中疫情較嚴重的13都道府縣劃為「特定警戒都道府縣」，時效仍然維持至5月6日為止。同時將發給每位公民10萬日圓現金。
5月4日，安倍晋三决定将全国緊急事態宣言狀態延长至5月31日。
5月14日起，日本政府解除39個縣的緊急事態宣言，至此緊急事態宣言發布範圍縮減至東京、大阪等8個都道府縣。
5月21日起，日本政府解除大阪府、京都府、兵庫縣的緊急事態宣言，至此緊急事態宣言發布範圍縮減至北海道與南關東一都三縣。
5月25日，安倍晋三於當晚宣布，解除北海道與南關東一都三縣的緊急事態宣言。这标志着日本47个都道府县全部实现解禁。28日，東京塔恢復營業。
6月1日，东京都进入疫情恢复第二阶段，剧场、电影院等娱乐设施与百货店等多种商业设施恢复营业。
7月31日，冲绳县知事玉城丹尼宣佈该县進入緊急事態宣言狀態，期限为8月1至15日，並把警惕级别提高到该县规定的4个级别中第二高的“感染流行期”。
2021年11月30日0时起，由於擔心新冠病毒变异株奥密克戎蔓延，日本禁止外国人入境日本。
东京都等18个都道府县实施的“蔓延防止等重点措施”于2022年3月21日到期后解除。

### 旅行警示
| 生效日期 | 1 特別注意                                                 | 2 避免非必須旅行                                                                 | 3 停止前往 | 4 停止前往並撤離 |
| -------- | ---------------------------------------------------------- | -------------------------------------------------------------------------------- | --- | ---------------- |
| 1月21日  | 中國大陸                                                   | Does not appear                                                                  | Does not appear | Does not appear  |
| 1月23日  | 中國大陸                                                   | 中國湖北省武漢市                                                                 | Does not appear | Does not appear  |
| 1月24日  | 中國大陸                                                   | Does not appear                                                                  | 中國湖北省 | Does not appear  |
| 1月31日  | Does not appear                                            | 中國大陸                                                                         | 中國湖北省 | Does not appear  |
| 2月14日  | Does not appear                                            | 中國大陸                                                                         | 中國- 湖北省 - 浙江省溫州市 | Does not appear  |
| 2月25日  | Does not appear                                            | 中國大陸 韓國- 大邱廣域市 - 慶尚北道清道郡                                       | 中國- 湖北省 - 浙江省溫州市 | Does not appear  |
| 2月26日  | Does not appear                                            | 中國大陸 韓國- 大邱廣域市 - 慶尚北道清道郡 伊朗                                  | 中國- 湖北省 - 浙江省溫州市 | Does not appear  |
| 2月27日  | 意大利- 倫巴底大區 - 威尼托大區 - 艾米利亞-羅馬涅大區      | 中國大陸 韓國- 大邱廣域市 - 慶尚北道清道郡 伊朗                                  | 中國- 湖北省 - 浙江省溫州市 | Does not appear  |
| 2月28日  | 意大利- 倫巴底大區 - 威尼托大區 - 艾米利亞-羅馬涅大區 韓國 | 中國大陸 韓國- 大邱廣域市 - 慶尚北道清道郡 伊朗                                  | 中國- 湖北省 - 浙江省溫州市 伊朗- 德黑蘭省 - 庫姆省 - 吉蘭省 | Does not appear  |
| 3月1日   | 韓國                                                       | 中國大陸 伊朗 意大利- 倫巴底大區 - 威尼托大區 - 艾米利亞-羅馬涅大區              | 中國- 湖北省 - 浙江省溫州市 伊朗- 德黑蘭省 - 庫姆省 - 吉蘭省 韓國- 大邱廣域市 - 慶尚北道清道郡                                                                   | Does not appear  |
| 3月2日   | 韓國                                                       | 中國大陸 伊朗 意大利- 倫巴底大區 - 威尼托大區 - 艾米利亞-羅馬涅大區 韓國慶尚北道 | 中國- 湖北省 - 浙江省溫州市 伊朗- 德黑蘭省 - 庫姆省 - 吉蘭省 韓國- 大邱廣域市 - 慶尚北道 - 清道郡 - 慶山市 - 永川市 - 漆谷郡 - 義城郡 - 星州郡 - 軍威郡          | Does not appear  |
| 3月4日   | 韓國                                                       | 中國大陸 伊朗 意大利- 倫巴底大區 - 威尼托大區 - 艾米利亞-羅馬涅大區 韓國慶尚北道 | 中國- 湖北省 - 浙江省溫州市 伊朗- 德黑蘭省 - 庫姆省 - 吉蘭省 韓國- 大邱廣域市 - 慶尚北道 - 清道郡 - 慶山市 - 永川市 - 漆谷郡 - 義城郡 - 星州郡 - 軍威郡 - 安東市 | Does not appear  |
| 3月5日   | Does not appear                                            | 中國大陸 伊朗 意大利- 倫巴底大區 - 威尼托大區 - 艾米利亞-羅馬涅大區 韓國         | 中國- 湖北省 - 浙江省溫州市 伊朗- 德黑蘭省 - 庫姆省 - 吉蘭省 韓國- 大邱廣域市 - 慶尚北道 - 清道郡 - 慶山市 - 永川市 - 漆谷郡 - 義城郡 - 星州郡 - 軍威郡 - 安東市 | Does not appear  |
| 3月18日  | 全世界                                                     | 中國大陸 伊朗 意大利- 倫巴底大區 - 威尼托大區 - 艾米利亞-羅馬涅大區 韓國         | 中國- 湖北省 - 浙江省溫州市 伊朗- 德黑蘭省 - 庫姆省 - 吉蘭省 韓國- 大邱廣域市 - 慶尚北道 - 清道郡 - 慶山市 - 永川市 - 漆谷郡 - 義城郡 - 星州郡 - 軍威郡 - 安東市 | Does not appear  |
| 3月25日  | Does not appear                                            | 全世界                                                                           | 中國- 湖北省 - 浙江省溫州市 伊朗- 德黑蘭省 - 庫姆省 - 吉蘭省 韓國- 大邱廣域市 - 慶尚北道 - 清道郡 - 慶山市 - 永川市 - 漆谷郡 - 義城郡 - 星州郡 - 軍威郡 - 安東市 | Does not appear  |

1月21日，外務省對中國大陸發出第1級感染症警告（最高4級），要求特別注意。1月23日，對中國湖北省武漢市發出第2級感染症警告，要求避免非必須旅行。翌日，考慮到武漢市周邊開始不同程度「封城」及疫情有可能蔓延至其他地方，對整個湖北省發出第3級感染症警告，要求停止前往。
1月31日，外務省對整個中國大陸發出第2級感染症警告，要求避免非必須旅行，湖北省警告維持3級。
2月6日，外務省發出呼籲，請求所有在中國大陸及準備前往中國大陸的日本人積極考慮保安措施，包括臨時回國及推遲前往中國大陸。2月12日再發出呼籲，指中國大陸各地的情況可能急劇惡化，呼籲馬上考慮臨時回國及推遲前往。
2月14日，外務省將中國浙江省溫州市的感染症警告提升至與湖北省相同的第3級，要求停止前往。外務大臣茂木敏充解釋原因是浙江確診個案超過1000，而溫州已有490人感染，感染率亦達至0.53人/萬人，且已開始限制出行。
2月21日，外務大臣茂木敏充表示，包括韩国、泰國、不丹、以色列、所羅門群島、基里巴斯、湯加、密克羅尼西亞、薩摩亞均宣布限制或勸阻民眾前往包括日本在內的新冠肺炎疫症蔓延國家。另外美國和台灣亦對前往日本的國民發出警告，建议旅客赴日时注意安全。翌日，美國國務院將對日本的旅行警示提升至第2級（最高4級），美國疾病管制與預防中心亦提升日本的警示級別至第2級（最高3級），提示需要特別注意。2月24日，香港衞生防護中心呼籲市民避免前往日本等疫情爆發地方。
2月25日，因應2019冠狀病毒病韓國疫情持續擴大，外務省決定對大韓民國大邱廣域市及慶尚北道清道郡發出第2級感染症警告，要求避免非必須旅行，是疫情以來首次對中國大陸以外地方發出警告。翌日，對伊朗全國發出第2級感染症警告，是首次對東亞以外地方發出警告。
2月27日，外務省對意大利北部的倫巴底、威尼托及艾米利亞-羅馬涅3個大區發出第1級感染症警告，要求特別注意。2月28日，對韓國除大邱及清道郡外所有地方亦發出第1級感染症警告，並將對伊朗德黑蘭省、庫姆省及吉蘭省的警告提升至第3級，要求停止前往，與中國湖北及浙江溫州同級。
3月1日，外務省將對韓國大邱市及慶尚北道清道郡的警告提升至第3級，要求停止前往，韓國其他地方警告維持1級；並將對意大利倫巴底、威尼托及艾米利亞-羅馬涅的警告提升至第2級，要求避免非必須旅行，與中國大陸及伊朗同級。翌日，宣布提升韓國慶尚北道下慶山市、永川市、漆谷郡、義城郡、星州郡、軍威郡的警告等級至與清道郡相等的第3級，要求停止前往，並將慶尚北道其他地方的警告等級提升至第2級，要求避免非必須旅行。
3月4日，外務省將對韓國慶尚北道安東市的警告等級提升至第3級，要求停止前往。翌日，將韓國全國的警告等級提升至第2級，要求避免非必須旅行，與中國大陸及伊朗等地同級；大邱等原先為第3級的地方則繼續維持第3級。
3月18日，向全世界发出第1级旅行警示。
3月31日，日本政府將美國、中國、韓國全域，及歐洲的大多數地區在內的49個國家和地區，旅遊疫情建議提升到「Level 3」，建議該國民眾不要前往相關地區旅行。

### 邊境控制
1月31日，宣布自2月1日起日本限制持有湖北省放发护照的中華人民共和國籍人士入境，同時14日以内有在湖北省滞留经历的旅客也将被拒绝入境，所有外國籍患者亦將被拒絕入境。
2月6日，對於密克羅尼西亞聯邦、圖瓦盧、瑙魯、紐埃等國開始限制與日本的人員往來，內閣官房長官菅義偉表示會尊重對傳染病脆弱的太平洋島國的立場，但會向相關國家詳盡說明日本充足的應對狀況。
同日，鑽石公主號確診個案增至20人，政府決定依《出入國管理法》原則上拒絕由香港出發、船上懷疑有肺炎患者的威士特丹號郵輪上所有外國人入境。2月7日，鑽石公主號確診個案增至61人，國土交通省要求威士特丹號不要進入日本。
2月12日，內閣總理大臣安倍晉三在政府對策本部表示，自13日起將針對中國湖北省的入境限制措施擴大至浙江省，除湖北外，持浙江發放護照及14日內去過浙江的人亦將被拒絕入境。內閣官房長官菅義偉表示這是因為浙江疫情擴大，且溫州開始限制市民出行，考慮到當地醫療狀況，做出此決定。政府亦決定除這2省以外，對於曾去過其他疫情擴大地方的外國人及懷疑有人感染的郵輪上的外國乘客，可不通知內閣即拒絕他們入境。
2月13日，厚生勞動大臣加藤勝信宣布翌日實施新政令，允許政府在入境前實施《檢疫法》上的「隔離」及「停留」措施。其中隔離允許政府在口岸發現患者或懷疑患者時送入醫院，停留允許政府在飛機或船舶上發現患者或懷疑患者時，將所有乘客送入醫院直至有檢測結果。截至同日，吉里巴斯、薩摩亞、密克羅尼西亞及吐瓦魯均已宣布限制日本人入境。
2月23日，以色列正式通知日本駐以色列大使館，24日起禁止14日內到過日本的外國人入境。此前22日，以色列衛生部曾一度做出相同宣布，同日撤回。數日後，伊拉克、科威特、蒙古等地亦陸續宣布禁止來自日本的外國人入境。
2月26日，政府宣布，翌日起對14日內曾到過韓國大邱市和慶尚北道清道郡的外國人採取拒絕入境措施，是繼中國湖北及浙江後第3個被採取這措施的地方，亦是疫情爆發以來首次對中國大陸以外地區「封關」。
3月5日，政府對策本部決定自7日起，將大韓民國慶尚北道部分地方及伊朗庫姆省等地加入「封關」名單。另外，自9日起，所有自中國大陸、香港、澳門、韓國入境人士（含日本人）將被請求在自家或酒店等檢疫所指定地方度過2星期及勿使用國內的公共交通，政府並請求航空公司將來自這些地方的飛機降落地點限定為成田國際機場及關西國際機場，同時請求郵輪公司暫停郵輪運輸；以上措施無法律強制力。但由於對這些地方的免簽政策（如果有）及發出的簽證亦在9日起停止生效，被認為是事實上禁止這些地方的人入境。针对此措施，中华人民共和国外交部发言人赵立坚表示，在疫情局势下，各国为维护本国和外国公民的生命安全和身体健康，维护地区和全球公共卫生安全采取一些科学、专业和适度的措施，是可以理解的。但他认为有关措施不应超出合理限度。韩国外交部长官康京和认为日本政府并未预先与韩国政府进行协商即采取加强限制韩国公民入境的措施，就此向日本驻韩大使富田浩司提出强烈抗议。之后，韩国也暂停了对日本的免签作为报复。
3月31日，日本禁止外國人從49個國家和地區入境，其中包括美國、中國、南韓、及英國等幾乎所有歐洲國家。被日本列為邊境管制的國家和地區擴大到73個。
4月27日，日本拒绝入境的对象增加至87个国家与地区，欧洲全部国家成为拒绝入境的对象。
6月11日，日本政府已開始就允許泰國、越南、澳大利亞、新西蘭4個國家單日最多250名左右商務相關人士入境一事展開最後的協調，计划2020年夏季施行。在放寬限制措施中，還將討論設置PCR檢測中心，檢查日籍出境者是否感染新冠病毒。
8月28日，日本政府宣布，定于9月1日起解除针对外国居民的再入境限制。
9月25日，日本首相菅義偉公布，自10月起開始逐步對所有國家和地區放寬入境限制，容許持長期簽證的外國人入境，包括學生和商務人士，但不包括遊客。
10月，日本時事通信社引述政府官員報道，當局為配合延後至2021年夏季舉辦的東京奧運會，已開始檢討有條件開放外國旅客入境，將密切關注疫情發展，預計2021年1月推出措施，並於4月起試行。报道称，日本政府拟要求外國旅客在各自國家申請日本簽證時，需下載指定的健康管理APP，並取得病毒篩檢陰性證明及購買醫療保險。完成上述措施，只要在入境日本時，檢查確認呈陰性，即可前往東京奧運會賽場觀賽。日本官員考慮對符合規定入境的外國旅客，免除隔離14天的檢疫措施，但入境日本後的14天內都必須透過專用APP滙報健康狀況。此外日本政府將設置「發燒健康諮詢協助中心」。
從11月1日起，日本解除中國大陸、南韓、香港、澳門、台灣、澳大利亞、新加坡、泰國、越南、文萊和新西蘭等多個國家及地區的入境限制。不過來自這些地方的旅客，入境日本後仍要隔離檢疫十四天。
12月28日至2021年1月底，日本暫停所有國家人員入境，但继续允许与11个国家和地区的商务人士往来。2021年1月13日，日本暂停部分国家和地区商务人士入境。
2022年10月11日起，日本恢復免簽證自由行，同時取消入境人數限制。

### 撤僑行動
1月23日，武漢封城，外務省查詢有中國武漢航線的全日空，指可能會請求包機服務，全日空同意。24日，政府從日本貿易振興機構武漢分部、日本駐華大使館及傳媒得知武漢醫院狀況及多人希望回國，開始具體討論撤僑行動。25至26日，政府各部門開會商討接受僑民相關事項。
1月26日，外務省與中華人民共和國政府協商，準備用包機自武漢撤僑，安倍晉三亦宣布會从武漢撤走希望離開的日本公民。
當晚9時，外務大臣茂木敏充與中華人民共和國國務委員兼外交部部長王毅直接通話，提出派飛機運送口罩等支援物資及撤回日本僑民，王毅表示會協助，包機撤僑計劃確定。經外交管道事務層面協商，時間帶不斷更改後，28日中午，中華人民共和國正式允許包機撤僑。政府最初希望白天撤僑，但中華人民共和國政府僅同意夜間進行，日本放送協會（NHK）訪問的政府人士指這是因中華人民共和國政府不想讓中國人看見外國人逃離武漢。
在日本貿易振興機構協調下，在武漢的日本企業找到了5輛巴士，經17小時車程、27日早上從北京的駐華大使館趕到武漢的外交官及後取得武漢市政府通行許可，5輛巴士從30個集合地點接載第一批日本人前往武漢天河國際機場。
1月29日，首架載着日本國民從武漢撤離的飛機上午8時45分降落在東京羽田機場，機上有206名日本人，還有約4名醫療人員監控返日僑胞的健康狀況。這架專機於28日晚間抵達武漢，並帶着包括15,000個口罩、5萬副手套及8,000副護目鏡等緊急救援物資。首批撤僑共206人住在千葉縣「勝浦飯店三日月」，但因房間數不足，許多人一度被迫同房，另有部分撤離者回家之後，1月30日第2班包機從武漢撤僑。
2月7日，日本第四班包機返國，預計接載約200人回國，前三次總計已接回565名日本僑民。當局下令將民間渡輪用作回國者隔離觀察使用。據日媒報道，民間渡輪「白鷗號」有94間客房，其中24間有浴室和廁所。包括口罩、消毒液、飲料、牀單等物資也在船上凖備。
2月14日，宣布16日晚派出第5班包機前往中國武漢撤僑，17日返回日本，相信是最後的撤僑包機。飛機在晚8時左右載住防護服及眼罩等支援中國大陸的醫療物資，從羽田機場出發，翌日凌晨載住65人返回，含36名日本人及29名中華人民共和國籍家屬，早間降落羽田機場。
| 起飛日期   | 起飛機場                 | 抵達機場             | 航班號        | 搭乘人數 | 確診總數   | 無症狀確診 | 首次為陰性 |
| ---------- | ------------------------ | -------------------- | ------------- | -------- | ---------- | ---------- | ---------- |
| 2020-01-29 | 武漢天河國際機場 （WUH） | 東京羽田機場 （HND） | 全日空 NH1952 | 206      | 5（2.43%） | 2（0.97%） | 2（0.97%） |
| 2020-01-30 | 武漢天河國際機場 （WUH） | 東京羽田機場 （HND） | 全日空 NH1952 | 210      | 5（2.38%） | 2（0.95%） | 3（1.43%） |
| 2020-01-31 | 武漢天河國際機場 （WUH） | 東京羽田機場 （HND） | 全日空 NH1952 | 149      | 3（2.01%） | 2（1.34%） | 1（0.67%） |
| 2020-02-07 | 武漢天河國際機場 （WUH） | 東京羽田機場 （HND） | 全日空 NH1952 | 198      | 1（0.51%） |            |            |
| 2020-02-17 | 武漢天河國際機場 （WUH） | 東京羽田機場 （HND） | 全日空 NH1952 | 65       | 1（1.54%） |            |            |
| 總計       | 總計                     | 總計                 | 總計          | 828      | 15         | 6          | 6          |
| 比例       | 比例                     | 比例                 | 比例          | 100%     | 1.81%      | 0.72%      | 0.72%      |

## 社會

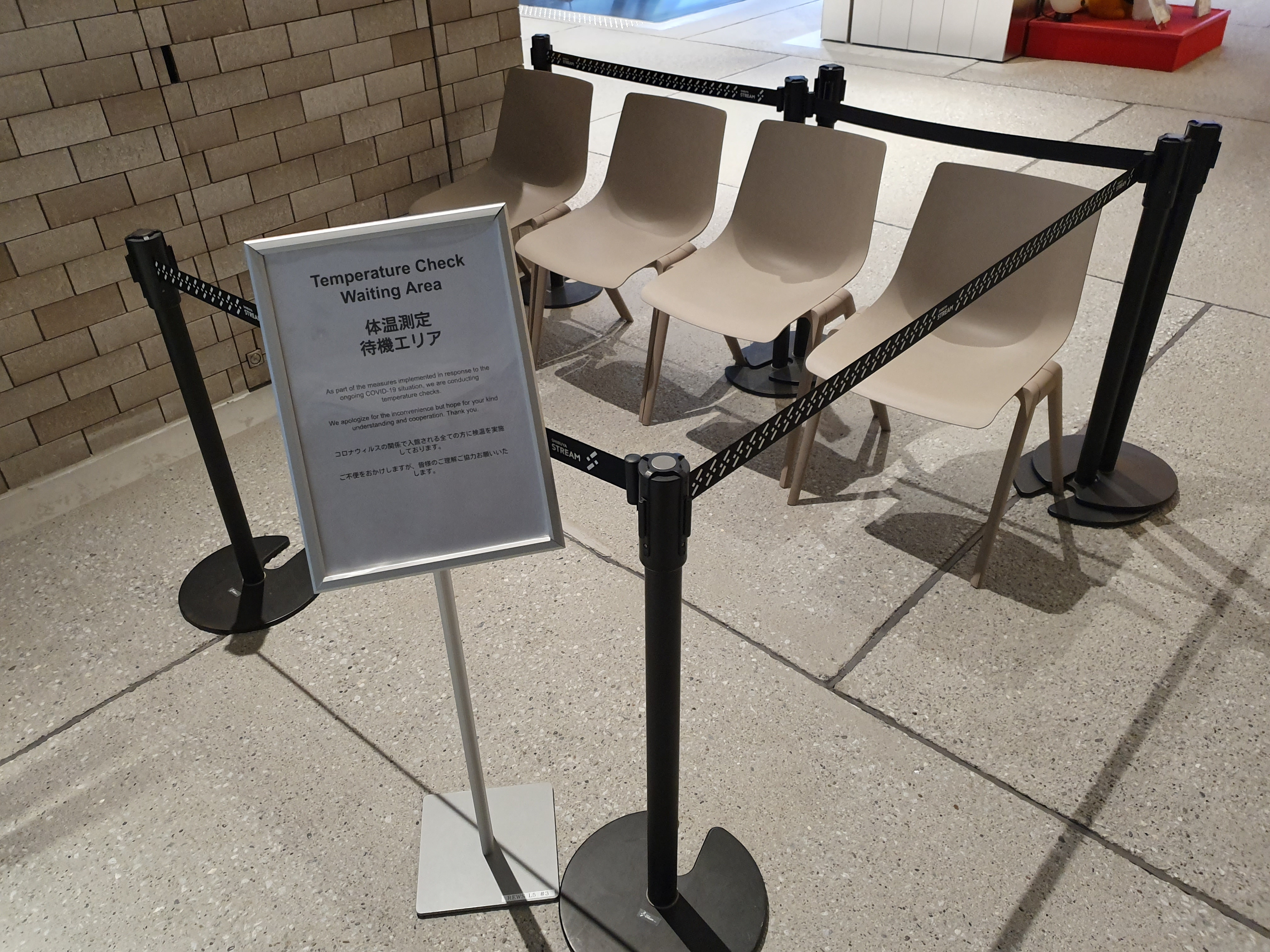
澀谷stream設置的探熱等待區

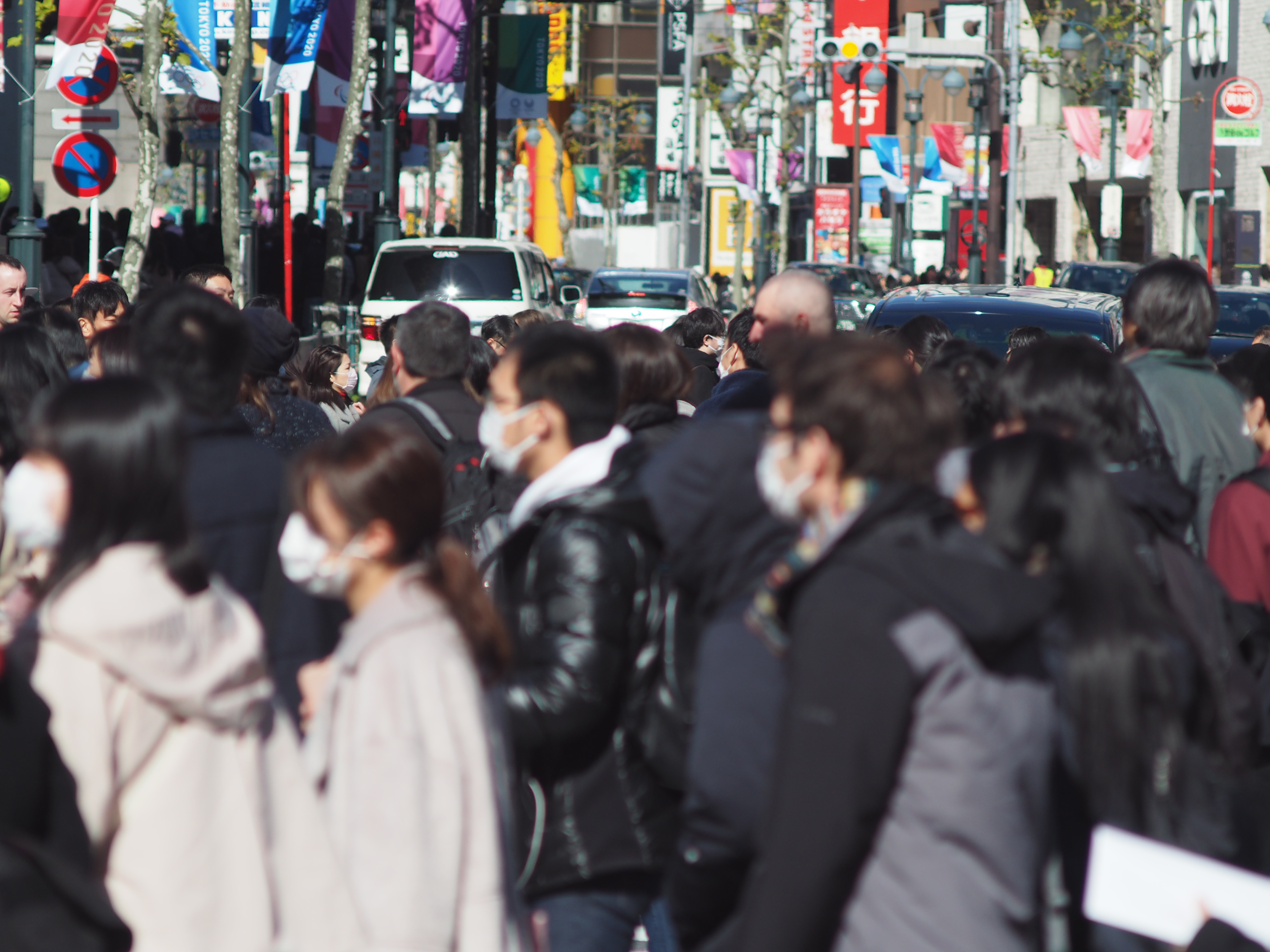
東京澀谷戴口罩的人群

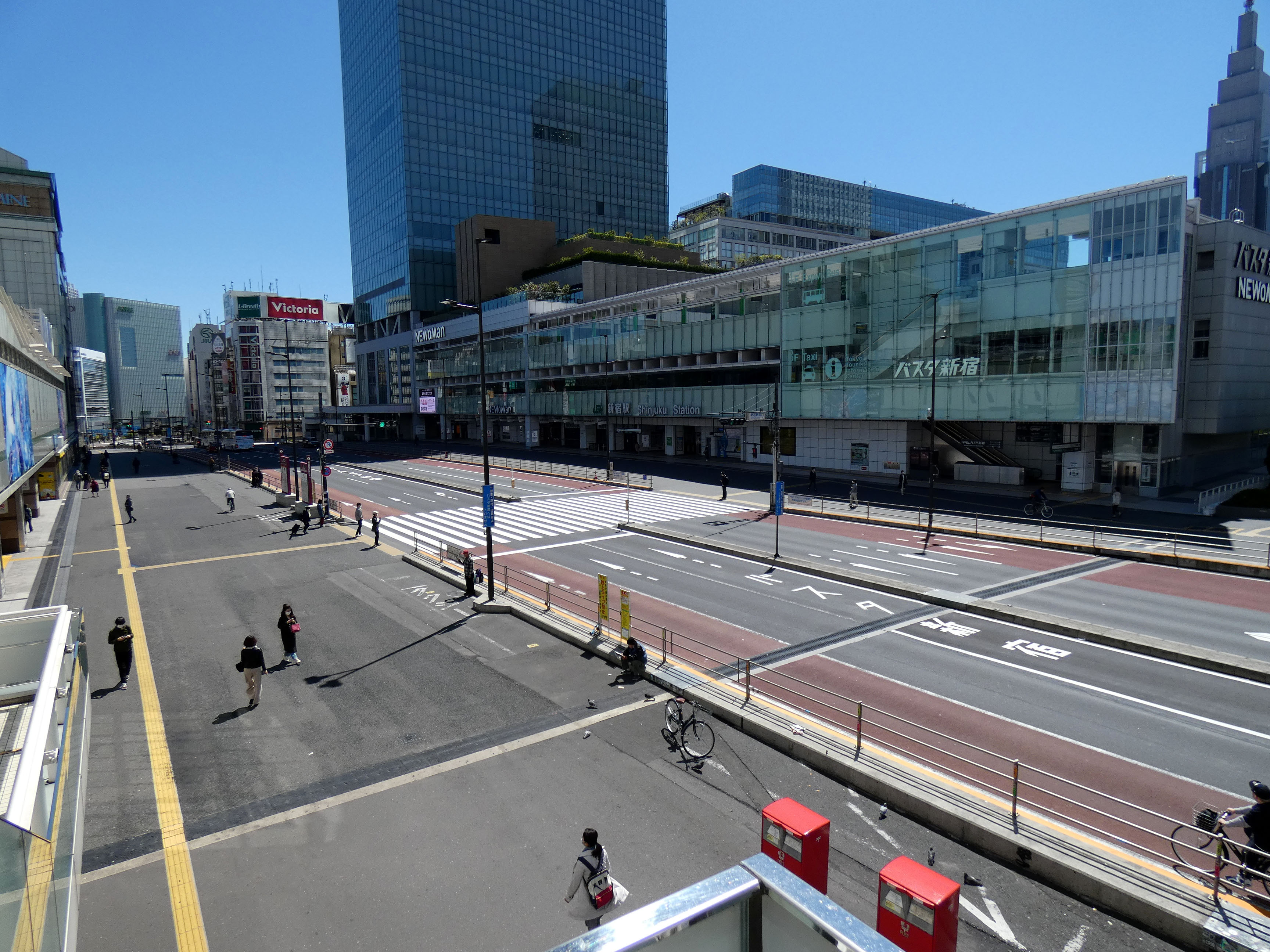
4月，東京實施緊急事態下，平日繁華熱鬧的新宿變得非常冷清

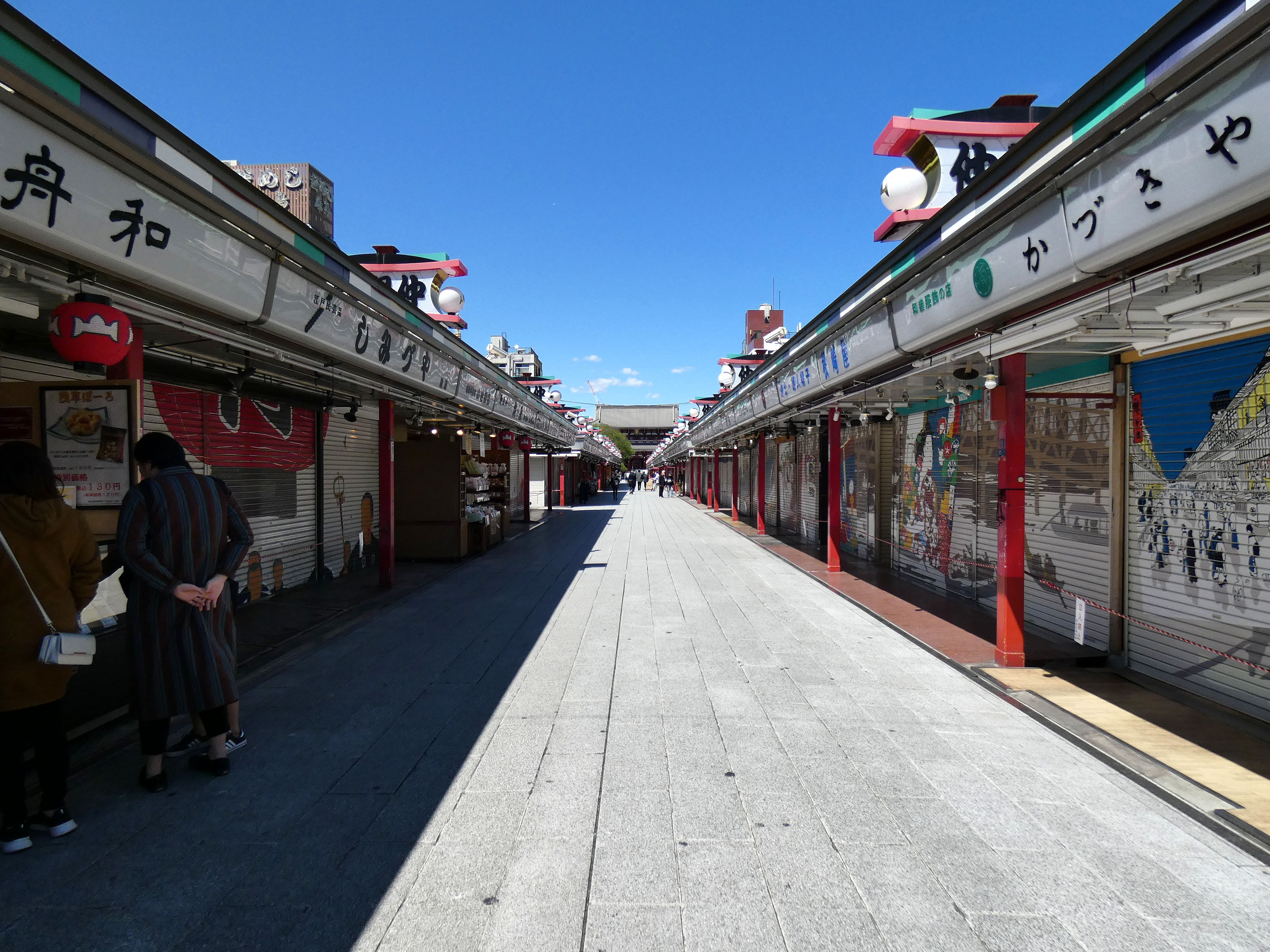
東京著名景點淺草寺遊人大幅減少，只有一間小吃店繼續營業

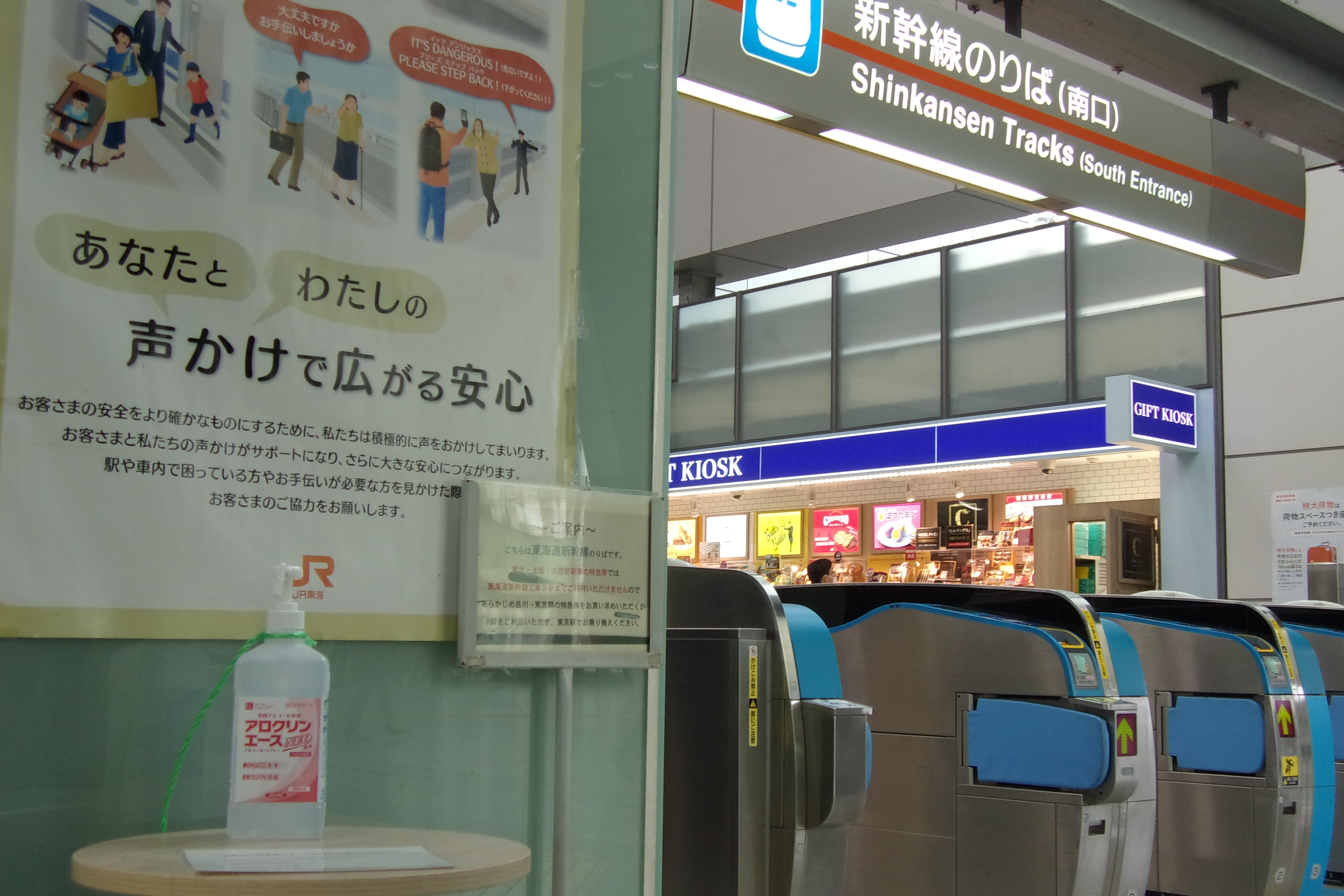
東海道新幹線品川站的自動售票機旁擺放有消毒搓手液

隨著肺炎疫情在中國大陸蔓延，不少日本企業宣布在中國大陸的工廠延期開工，或是禁止員工前往武漢地區公幹。而疫情波及至日本後，陸續有企業宣布允許員工家居辦公，或勸諭員工通勤時避開繁忙時間，以減低傳染風險。由於正值春假，各大學亦特別要求學生不要前往中國大陸。有大型活動開始呼籲中國大陸人或來自中國大陸者自願退出，呼籲者除日本的主辦方外，亦包括中國大陸的行業協會等，惟仍然有人無視呼籲堅持參加。陸續有握手會、運動會、畢業式、招聘會、Cosplay等活動中止或延期，政府並於2月26日請求大型活動主辦方考慮中止或延期。一些博物館、遊樂園、圖書館等公眾場館亦陸續宣布關閉。
受疫情影響，有不少中國大陸遊客到日本藥妝店掃貨，以致出現口罩缺貨的情況。日本出現確診個案後，國内口罩需求亦高漲，有民眾在藥房外大排長龍買不到口罩，成為「口罩難民」（マスク難民）。由於網上流傳假消息，稱廁紙從中國進口減少，或是原材料與口罩一樣，會和口罩一樣成為稀缺物品，日本亦在2月下旬步香港及新加坡等地後塵，出現大批民眾搶購廁紙，令多地「一紙難求」。

### 國際交通及觀光
因中國大陸的肺炎疫情持續擴大及武漢封城，1月23日起，全日空停飛成田國際機場往返武漢天河國際機場的航線（NH937/938）。2月4日宣布10日起往返北京航線減至1條羽田發路線，6日又指成田至成都和關西至香港等7條航線也宣布停飛。2月13日再宣布20日起停飛航線，令每星期對中國航班數減至少於一半。2月25日，宣布3月3日起關西國際機場來往中國的航班全部取消。
2月4日，日本航空表示2月17日起會停飛來往成田往返北京的航線，並減少每星期98對往返中國的航班至43對。2月6日宣布，考慮到各國限制到過中國的人入境，若機組入境中國，很可能不能負責其他國家航線，同日起取消3班夜間停留中國的航班。2月18日再次擴大停飛對象，除中國大陸外，往返香港、台灣及韓國的部分航班亦宣告將在短期內停運。
由於疫情全球擴散，各地航空公司亦有減少對日本航線，包括國泰航空、新加坡航空、聯合航空等。以色列航空則表示原定3月11日開通的本古里昂機場至成田航線延期開通；以色列此前已宣布對日本「封關」。因應日本疫情擴大，全日空及日航3月開始宣布取消部分國內線。
受疫情影響，包括往返中國在內的航空需要減少，亦出現較多取消機票情況。2月28日，全日空及日航宣布，即日起直至3月19日出發的國內線機票可無手續費變更或退票；3月2日，進一步宣布日本出發或到達的所有國際線機票亦比照辦理，其中往返中國的機票免費退改日期延至4月下旬。
截至3月初，關西國際機場已有超過半數國際線取消，往返中國航線的取消數達85%，中部國際機場原先36條中國航線僅剩3條仍在運營。隨著大韓航空宣布3月8日起停飛新潟至首爾航線，新潟機場所有國際線（哈爾濱、上海、香港、首爾）全部停航。
疫情亦對觀光業造成不少影響及打擊，有旅館因觀光客減少宣布破產。在奈良縣，由於有確診患者（巴士司機，#6）曾接載來自中國武漢的旅客在奈良市奈良公園逗留1個小時，2月上旬開始來公園觀光的人大減，公園的鹿看到有人拿鹿仙貝喂就會一擁而上爭搶。日本神户夜光邮轮公司（Luminous Cruising Co.）亦宣布破产。

### 鐵路

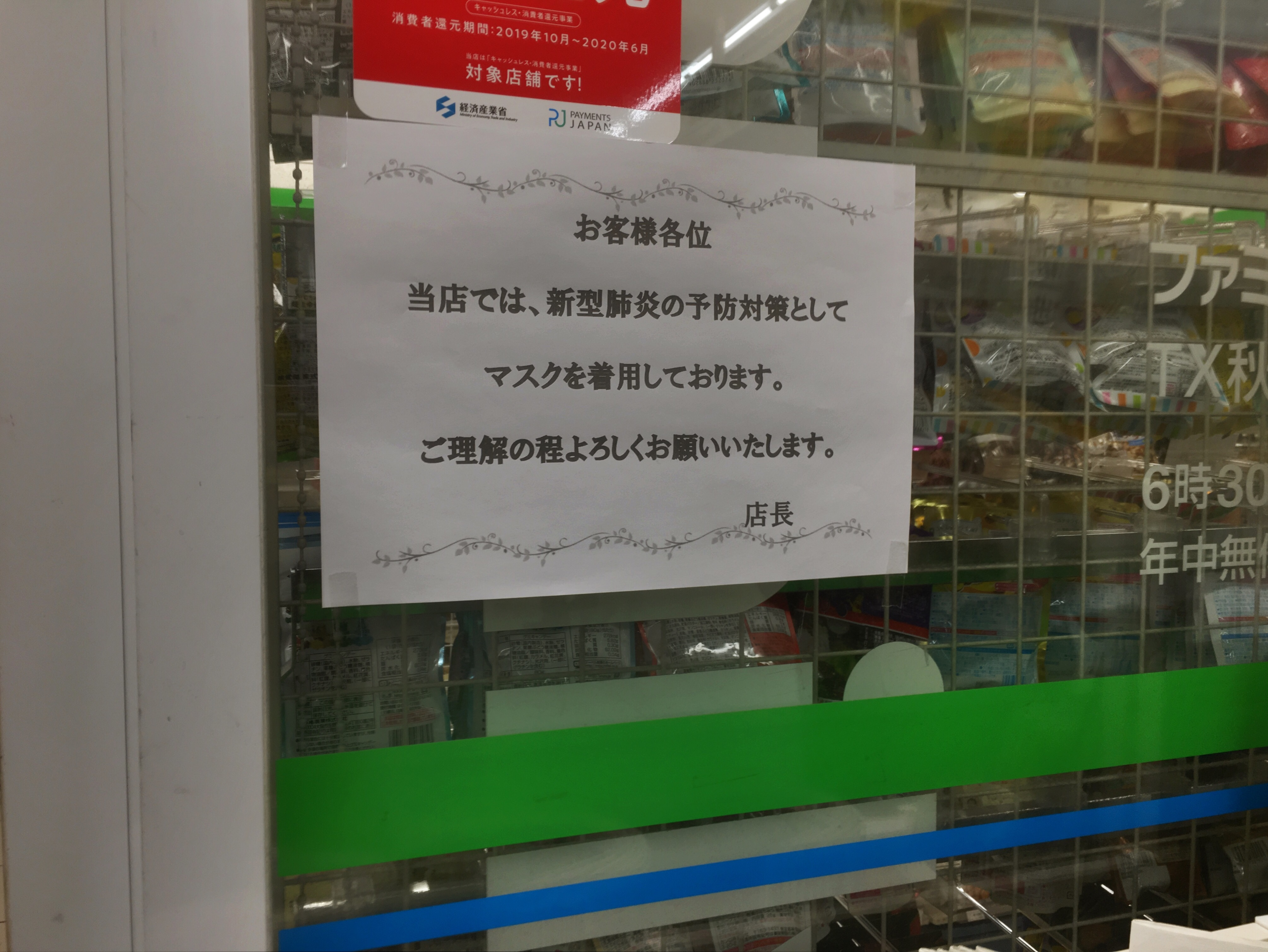
筑波快線秋葉原站內FamilyMart提示為防肺炎，員工戴上口罩服務

总务省的专家会议总结，集团感染的三个共性是“密闭空间”、“密集人员”、“密切接触(如当面交谈)”，报告中以通勤高峰满载电车为例，通勤時段的電車滿足了前兩點，雖然在早高峰時談話的人較少，不符合第三点，但是晚高峰時間段通勤者經常聊天。
在疫情期间全日本的铁路旅客量显著下降，事故数量反而高于平时，这可能是因为疫情下经济衰退，导致(借助列车撞击等)自杀者增加。

### 體育
因應疫情擴大，不斷有體育活動中止、延期或改為無觀眾比賽。
- 3月8日起在大阪進行的大相撲令和2年3月場所決定閉門舉行(但仍保留一切儀式)
  - 這是1945年6月二戰以來第二次發生，此外東日本大震災時，因為大相撲造假問題未舉行當月比賽

- 2月29日至3月15日的職業棒球全72場開幕戰亦決定閉門作賽。足球J联赛决定将3月15日之前的所有的94場比赛延期[209]，橄欖球Top League、籃球B聯賽分別有16場比賽及99場比賽延期。

- 東京馬拉松組織者宣佈東京馬拉松參賽人數將由3.8萬人縮減至200余人[210]，神奈川縣三浦市放棄舉行原定1萬人參加的3月1日“三浦國際市民馬拉松”，名古屋國際女子马拉松取消2020年大众组的比赛，只保留150人精英组賽事[211]。
- 2月29日在群馬縣高崎市進行的排球V聯賽男子決賽、3月6-7日在兵庫縣三木市進行的網球台維斯盃日本對厄瓜多爾改為閉門舉行。
- 2月28日至3月31日的全國各地職業拳賽中止或延期，中央競馬及全國競艇比賽亦改為無觀眾比賽，原定3月上旬在橫濱市舉行的日本最大級別的遊艇展“日本國際遊艇展”宣佈取消。[212][213]

為減少人群聚集帶來的傳染風險，各體育活動相關方亦有採取一些特別措施，如停止現場售票或要求排隊間隔加大，要求選手不要使用公共交通，停止唱應援歌，呼籲參加者戴口罩及注意衛生，停辦比賽商店等等。

### 娛樂
2月27日，原定3月下旬在東京國際展示場舉行的AnimeJapan 2020宣布取消。
2月28日，東京迪士尼樂園宣佈從2月29日至3月15日閉園。
3月27日，Comic Market官方宣布原定于黄金周举办的C98活动中止，是Comiket歷史上首次有活動中止。
受新冠肺炎疫情导致的外包人手不足或人员聚集性工作限制等影响，多部日本动画因制作上出现问题宣布修改内容或延期播出，包含：
- 《T》（延迟放送，重播部分已播出内容）[221]
- （加入總集篇）
- 《A3！》（放送延期）[222][223]
- 《Re:從零開始的異世界生活》（放送延期）[224]。
- 《我的青春恋爱喜剧果然有问题。完》（放送延期，原有时段重播第2季）[225]
- 《刀剑神域 Alicization》后半部下部（放送延期，原有时段重播后半部上部）[226][227]

另外遭延期的電影也不在少數：
- 哆啦A夢：大雄的新恐龍，延遲至2020年8月7日上映。
- 蠟筆小新：激戰！塗鴉王國與差不多四勇者，延至2020年9月11日上映。
- 名偵探柯南：緋色的彈丸，延至2021年4月上映。
- 光之美少女 Miracle Leap 與大家不可思議的一天，延遲上映。
- STAND BY ME 哆啦A夢 2，延期至2020年11月20日上映。
- 大雄的宇宙小戰爭 2021延期上映，日期未定。

由于疫情影响，大部分演出活动被终止，声优等演员的生计也受到影响，日本演员工会（日本俳優連合）的紧急问卷调查中，已经出现演出方没有支付演员已取消演出的酬劳，和演员需要依靠银行储蓄与借款维持生计的情况。

### 援助中國
1月26日，日本民间捐助一批防疫口罩，經四川航空運抵成都後送至武漢。有台湾媒体认为并非日本捐贈，而是向日本購買，但据日本媒体报道及日本國駐重慶總領事館聲明证实为捐赠。
2月3日，日本醫藥NPO法人仁心會、日本湖北總會、Huobi Global、株式會社Incuba Alpha四家機構捐予湖北物資，寫上「豈曰無衣？與子同裳。」（出自《詩經·秦風·無衣》） 及「山川異域，風月同天」。
2月10日，自民黨幹事長二階俊博在幹部會議後的記者會上表示，針對在中國大陸發生的新型肺炎感染擴大，自民黨將從黨內的國會議員3月的經費中統一每人先行扣除5000日元向中國大陸提供支援資金。

### 公務員輕生
2月1日，內閣官房一名負責公民從武漢撤離回國等相關事務的37歲男性職員，在埼玉縣的国立保健医療科学院墜樓身亡，該地點為武漢回國檢疫隔離無症狀僑民的暫時居處。警方正在調查跳樓動機，懷疑为自殺。